# Pro Arte
Pro arte je bila popularna glasbena skupina iz Sarajeva, ki je v sedemdesetih letih 20. stoletja uspešno nastopala po vsej Jugoslaviji. Skupina je bila prepoznavna po značilnem zvoku in vokalu pevca Vladimirja Savčića - Čobija. V celotni karieri so pri zagrebškem Jugotonu prodali več kot sedem milijonov (vinilnih) plošč. Izdali so petdeset malih plošč, trideset velikih plošč in nekaj retrospektivnih CD plošč.

## Člani zasedbe
- Vladimir Savčić - Čobi (vokal)
- Đorđe Novković (klaviature, pisanje glasbe in besedil)
- Vladimir Borovčanin (bobni)
- Slobodan Kovačević (bas kitara)

## Diskografija
Njihove znane skladbe so:
- Lola (1968)
- Ko te ljubi dok sam ja na straži
- Dolina našeg djetinstva (1971)
- Nemoj, draga, plakati
- Ukrašću te, Mare
- Pruži mi ruku, ljubavi
- Tužna su zelena polja
- Tike, tike, tačke
- Kad u vojsku pođem ja
- Jedna mala plava (1975)
- Sam na svijetu
- Vratio se barba iz Amerike
- Mama Juanita